# Yusuke Suzuki (futbolista)
Yusuke Suzuki (鈴木 祐輔 Suzuki Yusuke?, nacido el 19 de mayo de 1982 en Saitama) es un exfutbolista japonés. Jugaba de defensa y su último club fue el SC Sagamihara de Japón.

## Trayectoria

### Clubes
| Club               | País  | Año         |
| ------------------ | ----- | ----------- |
| Roasso Kumamoto    | Japón | 2005 - 2008 |
| AC Nagano Parceiro | Japón | 2009        |
| FC Machida Zelvia  | Japón | 2010        |
| Kamatamare Sanuki  | Japón | 2011        |
| SC Sagamihara      | Japón | 2012        |